# Emerio
San Emerio o San Mer (Narbona, s. VIII – San Esteban de Guialbes, 800-827), abad de Bañolas, es uno de los más célebres miembros de la orden benedictina. 
Abandonó la carrera militar y se retiró al desierto con un compañero llamado Patricio. Pero con motivo de la invasión mahometana y a petición del rey Carlos, entró con él en Cataluña, donde, según cuenta la leyenda, al llegar a la villa de Bañolas (Gerona), condolido de los daños considerables e innumerables estragos que en la comarca causaba un dragón de espantosa fiereza, se fue al lugar que habitaba la fiera y quedó ésta a la vista del santo como un manso cordero, y llevándola a la villa, hizo que le diesen muerte. 
Pareciéndole el lugar que habitaba la fiera muy a propósito para la fundación de un monasterio, con ayuda y asistencia de Carlos lo edificó, quedándose en él como abad. Con el don de milagros, la gracia especial de curaciones y la fama de santidad, acudía gente de toda España. Pero por humildad y para mayor perfección se retiró a diez leguas de allí y erigió una capilla cerca del río llamado Fragat, en el territorio de San Esteban de Guialbes, en donde murió y en cuya iglesia parroquial se conservan sus reliquias. 
Su fiesta se celebra el 27 de enero.  